# Lisboa (film)
Pour plus de détails, voir Fiche technique et Distribution.
Lisboa est un film espagnol réalisé par Antonio Hernández, sorti en 1999.

## Synopsis
Joao, un vendeur itinérant entre l'Espagne et le Portugal rencontre Berta, une femme qui dit qu'elle est recherchée et doit fuir à Lisbonne.

## Fiche technique
- Titre : Lisboa
- Réalisation : Antonio Hernández
- Scénario : Enrique Brasó et Antonio Hernández
- Musique : Víctor Reyes
- Photographie : Aitor Mantxola
- Montage : Santiago Ricci
- Production : Federico Bermúdez de Castro, Marcelo Itzkoff, Ramón Pilacés et Modesto Pérez Redondo
- Société de production : Alta Films, Blue Legend Producciones et Sinfonía Otoñal
- Pays :  Espagne et  Argentine
- Genre : Thriller
- Durée : 100 minutes
- Dates de sortie : 
  -  Espagne : 23 juillet 1999

## Distribution
- Sergi López : Joao
- Carmen Maura : Berta
- Federico Luppi : José Luis
- Antonio Birabent : Carlos
- Laia Marull : Verónica
- Saturnino García : Bruno
- Miguel Palenzuela : Aurelio

## Distinctions
Le film a été nommé au prix Goya de la meilleure actrice pour Carmen Maura.